# جون كونولي (لاعب كرة قدم بريطاني)
جون كونولي (بالإنجليزية: John Connolly)‏ (13 يونيو 1950 في المملكة المتحدة - ) هو مدرب كرة قدم ولاعب كرة قدم بريطاني في مركز جناح. شارك مع منتخب اسكتلندا لكرة القدم. أما مع النوادي، فقد لعب مع برمنغهام سيتي وسانت جونستون ونادي إيفرتون ونادي هيبرنيان ونيوكاسل يونايتد ونادي بليث سبارتانز ونادي غيتزهد.

## وصلات خارجية
- جون كونولي (لاعب كرة قدم بريطاني) على موقع قاعدة بيانات كرة القدم.إي يو (الإنجليزية)